# Paulette (Comic)
Paulette ist eine Comicfigur, die zu Beginn der 1970er Jahre von Georges Pichard und Georges Wolinski geschaffen wurde.

## Handlung, Zeichner und Autor
Paulette Gulderbilt ist eine junge Erbin, die in ihren Abenteuern von einem Missgeschick in das nächste gerät und dabei vergewaltigt, erniedrigt und gefoltert wird. Ihr zur Seite steht häufig Joseph, der durch einen kurzsichtigen Maulwurf mit magischen Kräften von einem alten Mann in eine attraktive junge Frau verwandelt wurde.
Die Comicfigur wurde im Jahr 1970 von dem Comiczeichner Georges Pichard und dem Comicautor Georges Wolinski geschaffen.

## Veröffentlichung
Die einzelnen Folgen erschienen in Frankreich zunächst in Charlie Mensuel und wurden später in insgesamt sieben Alben veröffentlicht.
Die erste Veröffentlichung im deutschsprachigen Raum erschien unter dem Titel Silvia im Comicmagazin Valentina, das nach Guido Crepax’ gleichnamiger Comicfigur benannt wurde und nicht über die Eröffnungsnummer hinauskam. Danach wurden die Geschichten von Paulette im Comicmagazin Pip abgedruckt. Zwei Alben erschienen 1980 im Bahia Verlag. Weitere Veröffentlichungen erfolgten in den 1980er Jahren in den Comicmagazinen Pilot und Schwermetall.
Eine auf dem Comic basierende Komödie mit dem Titel Paulette, la pauvre petite milliardaire und Jeanne Marine in der Titelrolle hatte im Jahr 1986 Premiere.

## Rezeption
Laut Reinhold Wolff erlaubten die Geschichten von Paulette durch Verwendung der „Muster und Stereotypen der Trivialliteratur [...] den snobistischen Genuß des Trivialen“. Nach Ansicht von Andreas C. Knigge und Achim Schnurrer könne Paulette „auch aus der Feder John Willies“ stammen. Weiter führt Knigge aus, dass die „besondere Stärke der Abenteuer Paulettes in Wolinskis ironisch-gekonnter Travestie trivialer Gattungen“ läge. In der Serie mische sich „linke Folklore mit sämtlichen Klischees der Trivialliteratur zu einem aberwitzigen Cocktail“. Laut Tim Pilcher fand Pichard bei Paulette „zu einem einzigartigen Stil“.